# Transcreación

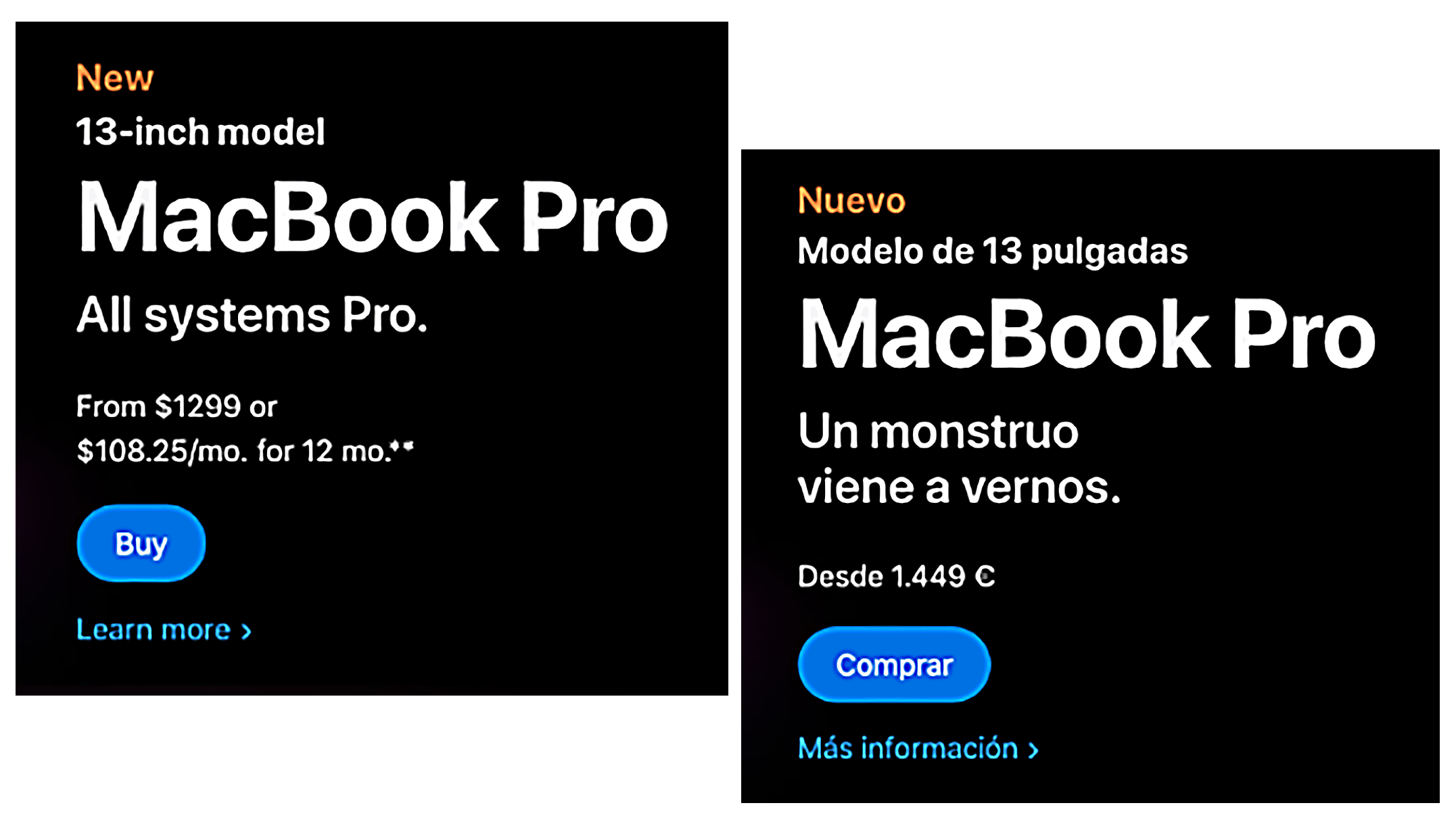
Transcreación del anuncio - La versión en español dice «Un monstruo...viene a vernos».

Transcreación es un término utilizado principalmente por profesionales de la publicidad y el marketing para referirse al proceso de adaptación de un mensaje de un idioma a otro, a la vez que mantiene su intención, estilo, tono y contexto. Un mensaje exitosamente transcreado evoca las mismas emociones y tiene las mismas implicaciones en el idioma de destino que en el idioma de origen. Cada vez más, la transcreación se utiliza en campañas de publicidad y marketing global, ya que los anunciantes buscan trascender los límites de la cultura y el idioma. También tiene en cuenta las imágenes que se utilizan dentro de un mensaje creativo, asegurando que sean adecuadas para el mercado local objetivo.
Los términos con significados similares a transcreación incluyen "traducción creativa", "cross-market copywriting", "adaptación internacional", "traducción de estilo libre", "traducción de marketing", "internacionalización", "localización" y "adaptación cultural". Para cada una de estas palabras y frases, el objetivo es similar: tomar la esencia de un mensaje y recrearlo en otro idioma y/o dialecto. De hecho, el término "transcreación" proviene de la unión de las palabras "traducción" y "creación". No sólo es un mero acto de traducir un mensaje, sino que también es un proceso creativo en el que el profesional debe tener en cuenta las diferencias culturales de los países, utilizarlas y obtener beneficios de marketing para la empresa. El objetivo de la transcreación es transferir la intención, el estilo, el tono vocal y la prominencia emocional del mensaje desde el idioma de origen al de la audiencia objetivo.